# Weinbourg
Weinbourg est une commune française située dans la circonscription administrative du Bas-Rhin et, depuis le 1er janvier 2021, dans le territoire de la Collectivité européenne d'Alsace, en région Grand Est.
Cette commune se trouve dans la région historique et culturelle d'Alsace et fait partie du parc naturel régional des Vosges du Nord.

## Géographie

### Localisation
La commune est à 2,4 km de Obersoulzbach, 2,8 de Sparsbach, 3,2 de Weiterswiller et 3,4 de Ingwiller.

### Communes limitrophes
| Sparsbach     |           | Ingwiller      |
|               | Weinbourg |                |
| Weiterswiller |           | Obersoultzbach |

### Sismicité
Commune située dans une zone 3 de sismicité modérée.

### Géologie et relief
La commune se compose de 25,51 hectares de territoires artificialisés (4,80 %), 294,68 hectares de territoires agricoles (55,50 %) et 211,14 hectares de forêts et milieux semi-naturels (39,76 %).
Espaces naturels :
- Quatre espaces protégés hors Natura 2000 :

Hasenkopf,
Vosges du Nord. Réserve de Biosphère, zone tampon
Vosges du Nord. Réserve de Biosphère, zone de transition,
Vosges du Nord. Parc naturel régional.
- Un espace protégé Natura 2000 :

La Moder et ses affluents.
- Une zone naturelle d'intérêt écologique, faunistique et floristique (Znieff) :

Paysage de collines avec vergers du Pays de Hanau,
Cours amont de la Moder et de ses affluents.

### Hydrographie et les eaux souterraines

#### Réseau hydrographique
Hydrogéologie et climatologie
Système d’information pour la gestion des eaux souterraines du bassin Rhin-Meuse]
Territoire communal : Occupation du sol (Corinne Land Cover); Cours d'eau (BD Carthage),
Géologie : Carte géologique; Coupes géologiques et techniques,
Hydrogéologie : Masses d'eau souterraine; BD Lisa; Cartes piézométriques.
La commune est dans le bassin versant du Rhin au sein du bassin Rhin-Meuse. Elle est drainée par le ruisseau le Weinbaechel,.

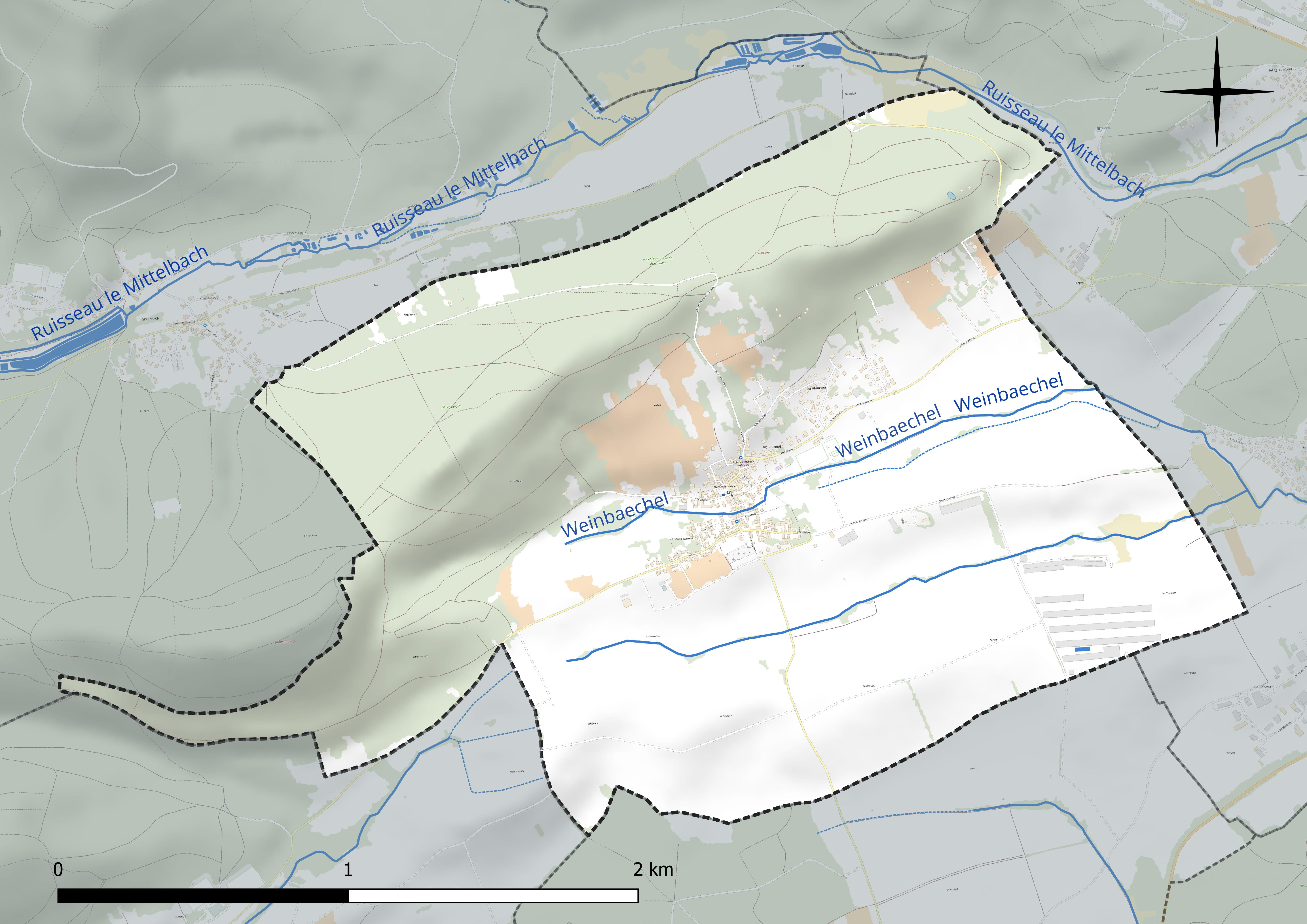
Réseau hydrographique de Weinbourg.

#### Gestion et qualité des eaux
Le territoire communal est couvert par le schéma d'aménagement et de gestion des eaux (SAGE) « Moder ». Ce document de planification concerne le bassin versant de la Moder dont le territoire s'étend sur 1 720 km2. Le périmètre a été arrêté le 25 janvier 2006. La commission locale de l'eau a été créée le 12 juillet 2007, puis modifiée le 14 décembre 2021. La structure porteuse de l'élaboration et de la mise en œuvre est le Syndicat des eaux et de l’assainissement Alsace-Moselle (SDEA). 
La qualité des cours d’eau peut être consultée sur un site dédié géré par les agences de l’eau et l’Agence française pour la biodiversité. 

### Climat
Pour des articles plus généraux, voir Climat du Grand Est et Climat du Bas-Rhin.
En 2010, le climat de la commune est de type climat des marges montargnardes, selon une étude du Centre national de la recherche scientifique s'appuyant sur une série de données couvrant la période 1971-2000. En 2020, Météo-France publie une typologie des climats de la France métropolitaine dans laquelle la commune est exposée à un climat semi-continental et est dans la région climatique  Vosges, caractérisée par une pluviométrie très élevée (1 500 à 2 000 mm/an) en toutes saisons et un hiver rude (moins de 1 °C). 
Pour la période 1971-2000, la température annuelle moyenne est de 10,2 °C, avec une amplitude thermique annuelle de 17,6 °C. Le cumul annuel moyen de précipitations est de 875 mm, avec 11,1 jours de précipitations en janvier et 10,3 jours en juillet. Pour la période 1991-2020, la température moyenne annuelle observée sur la station météorologique de Météo-France la plus proche, « Uhrwiller_sapc », sur la commune de Uhrwiller à 10 km à vol d'oiseau, est de 10,9 °C et le cumul annuel moyen de précipitations est de 740,0 mm. 
La température maximale relevée sur cette station est de 38,7 °C, atteinte le 7 août 2015 ; la température minimale est de −18 °C, atteinte le 20 décembre 2009,,. 
Les paramètres climatiques de la commune ont été estimés pour le milieu du siècle (2041-2070) selon différents scénarios d'émission de gaz à effet de serre à partir des nouvelles projections climatiques de référence DRIAS-2020. Ils sont consultables sur un site dédié publié par Météo-France en novembre 2022.

### Voies de communications et transports

#### Voies routières
- A35, aussi appelée autoroute de l’Est. Échangeurs Saverne, Hochfelden, Phalsbourg.
- Autoroute A340. Échangeurs Brumath - Mommenheim, Haguenau, Wahlenheim.

#### Transports en commun

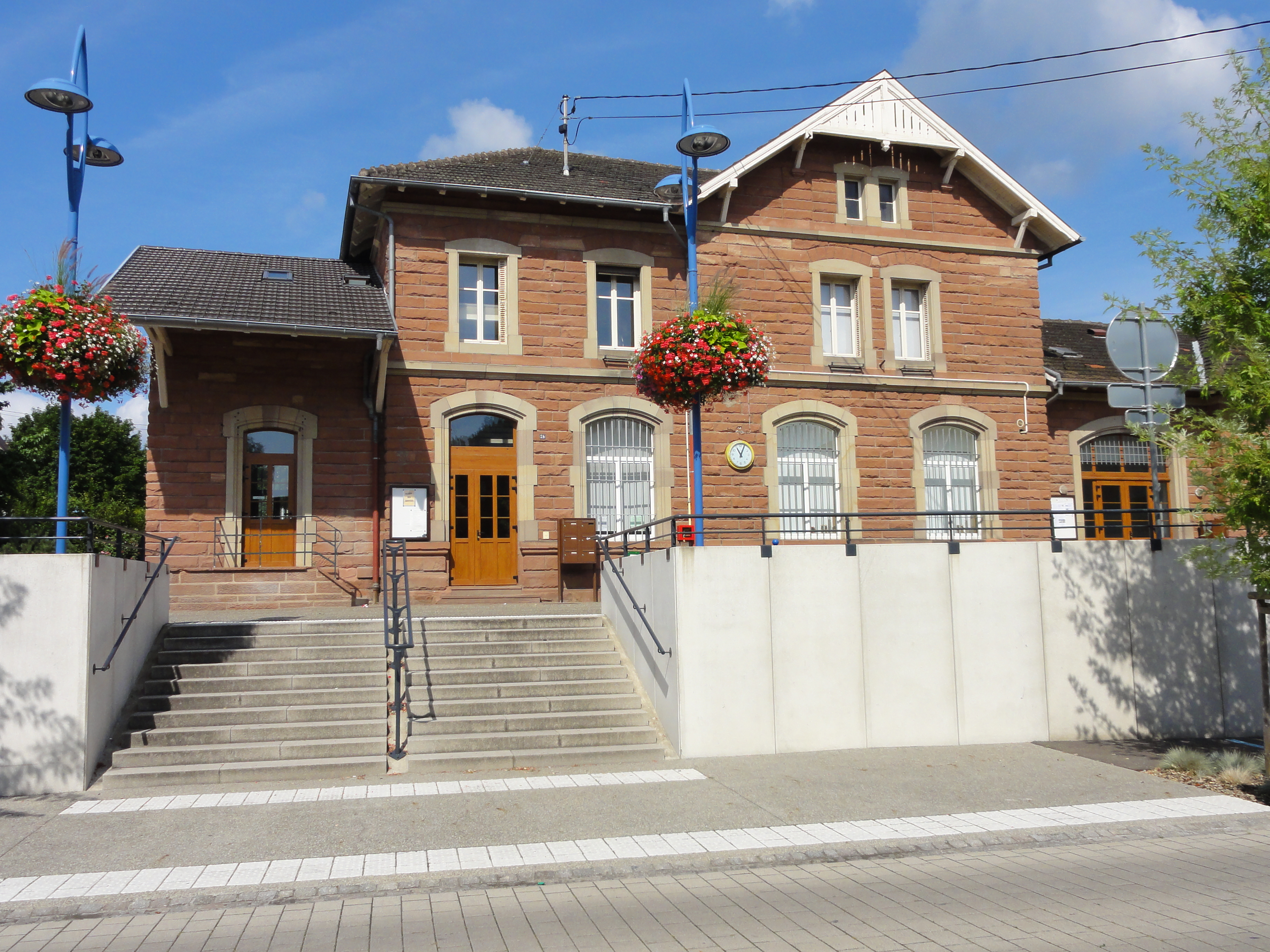
La gare d'Ingwiller.

- Fluo Grand Est.
- Transports en Alsace.

#### Lignes SNCF
- Gare d'Ingwiller
- Gare de Wingen-sur-Moder
- Gare d'Obermodern
- Gare de Steinbourg
- Gare de Dettwiller

### Intercommunalité
Commune membre de la Communauté de communes de Hanau-La Petite Pierre.

## Urbanisme

### Typologie
Au 1er janvier 2024, Weinbourg est catégorisée commune rurale à habitat dispersé, selon la nouvelle grille communale de densité à sept niveaux définie par l'Insee en 2022.
Elle appartient à l'unité urbaine d'Ingwiller, une agglomération intra-départementale regroupant trois  communes, dont elle est une commune de la banlieue,,. La commune est en outre hors attraction des villes,.

### Occupation des sols
L'occupation des sols de la commune, telle qu'elle ressort de la base de données européenne d’occupation biophysique des sols Corine Land Cover (CLC), est marquée par l'importance des territoires agricoles (55,9 % en 2018), une proportion identique à celle de 1990 (55,9 %). La répartition détaillée en 2018 est la suivante : 
terres arables (41,5 %), forêts (39,3 %), cultures permanentes (9,1 %), prairies (5,4 %), zones urbanisées (4,8 %). L'évolution de l’occupation des sols de la commune et de ses infrastructures peut être observée sur les différentes représentations cartographiques du territoire : la carte de Cassini (XVIIIe siècle), la carte d'état-major (1820-1866) et les cartes ou photos aériennes de l'IGN pour la période actuelle (1950 à aujourd'hui).

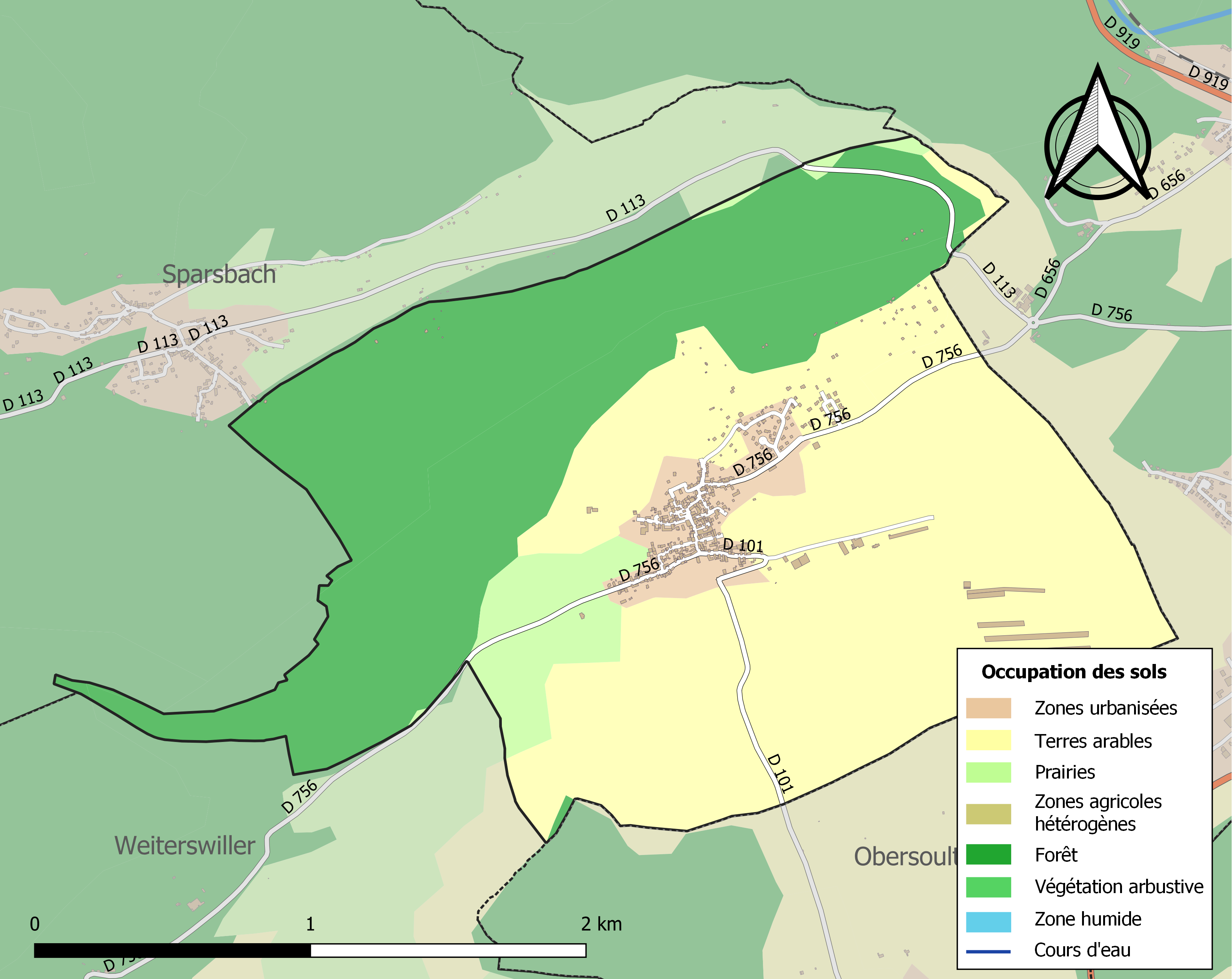
Carte des infrastructures et de l'occupation des sols de la commune en 2018 (CLC).

## Histoire
Le village serait cité dès 742 dans un document. Le nom du village : 1371 Windeberg, 1411 Windbrug, 1419 Windenberg, 1430-1481 Windeberg, 1515 Wingberg, 1502-1565 Winberg, 1566-1584 Weinburg, 1606 Weinberg, 1758 Weinberg/Weinburg.
La Seigneurie d'Oberbronn dont Weinbourg (en partie et en partie au comté de la Petite Pierre),.
En 1913, un projet prévoyais la création d'une ligne de chemin de fer à voie étroite (ligne d'Ingwiller à La Petite Pierre) passant par le village. Elle devait relier Ingwiller à La Petite Pierre en passant par Weinbourg, Sparsbach et Erckartswiller. La Première Guerre Mondiale stoppa cependant le projet qui sera finalement définitivement enterré dans les années 1930.
La communauté juive comptait 9 familles (42 âmes) au début du XIXe siècle. La synagogue, construite en 1886, a été transformée en maison d'habitation après 1918,.

### Héraldique
| Blason de Weinbourg | Blason  | De gueules aux trois bandes d'or. |
| Blason de Weinbourg | Détails |                                   |

## Politique et administration
| Période                                  | Période   | Identité             | Étiquette | Qualité               |
| ---------------------------------------- | --------- | -------------------- | --------- | --------------------- |
| Les données manquantes sont à compléter. |           |                      |           |                       |
|                                          |           | Félix Schneider      |           |                       |
|                                          | mars 2001 | Freddy Westphal      |           |                       |
| mars 2001                                | 2014      | Jean-Jacques Richert |           |                       |
| 2014                                     | mai 2020  | Liliane Cleiss       |           |                       |
| mai 2020                                 | En cours  | Yves Rudio           |           | Professeur des écoles |

### Budget et fiscalité 2023

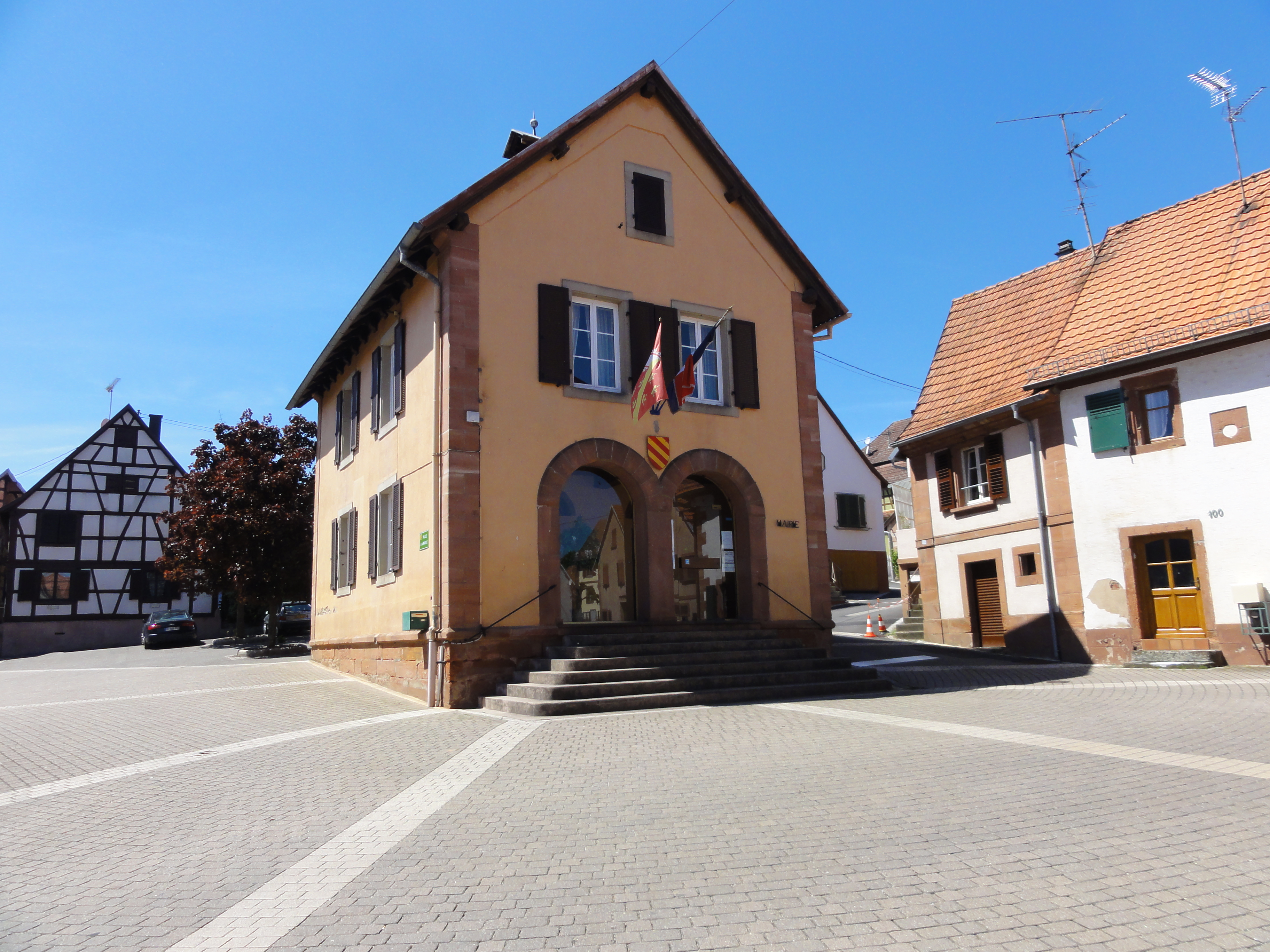
Mairie,.

En 2023, le budget de la commune était constitué ainsi :
- total des produits de fonctionnement : 310 000 €, soit 672 € par habitant ;
- total des charges de fonctionnement : 261 000 €, soit 565 € par habitant ;
- total des ressources d'investissement : 103 000 €, soit 224 € par habitant ;
- total des emplois d'investissement : 143 000 €, soit 311 € par habitant ;
- endettement : 136 000 €, soit 294 € par habitant.

Avec les taux de fiscalité suivants :
- taxe d'habitation : 11,02 % ;
- taxe foncière sur les propriétés bâties : 25,14 % ;
- taxe foncière sur les propriétés non bâties : 54,14 % ;
- taxe additionnelle à la taxe foncière sur les propriétés non bâties : 0,00 % ;
- cotisation foncière des entreprises : 0,00 %.

Chiffres clés Revenus et pauvreté des ménages en 2021 : médiane en 2021 du revenu disponible, par unité de consommation : 24 440 €.

## Économie

### Entreprises et commerces

#### Agriculture
- Élevage de vaches laitières.
- Culture de céréales, de légumineuses et de graines oléagineuses.
- Culture de légumes, de melons, de racines et de tubercules.
- Élevage d'autres bovins et de buffles.
- Élevage de chevaux et d'autres équidés.

#### Tourisme
- Hébergements et restauration à Weiterswiller, Ingwiller, Menchhoffen, Wimmenau.

#### Commerces
- Commerces et services de proximité.

## Population et société

### Démographie

#### Évolution démographique

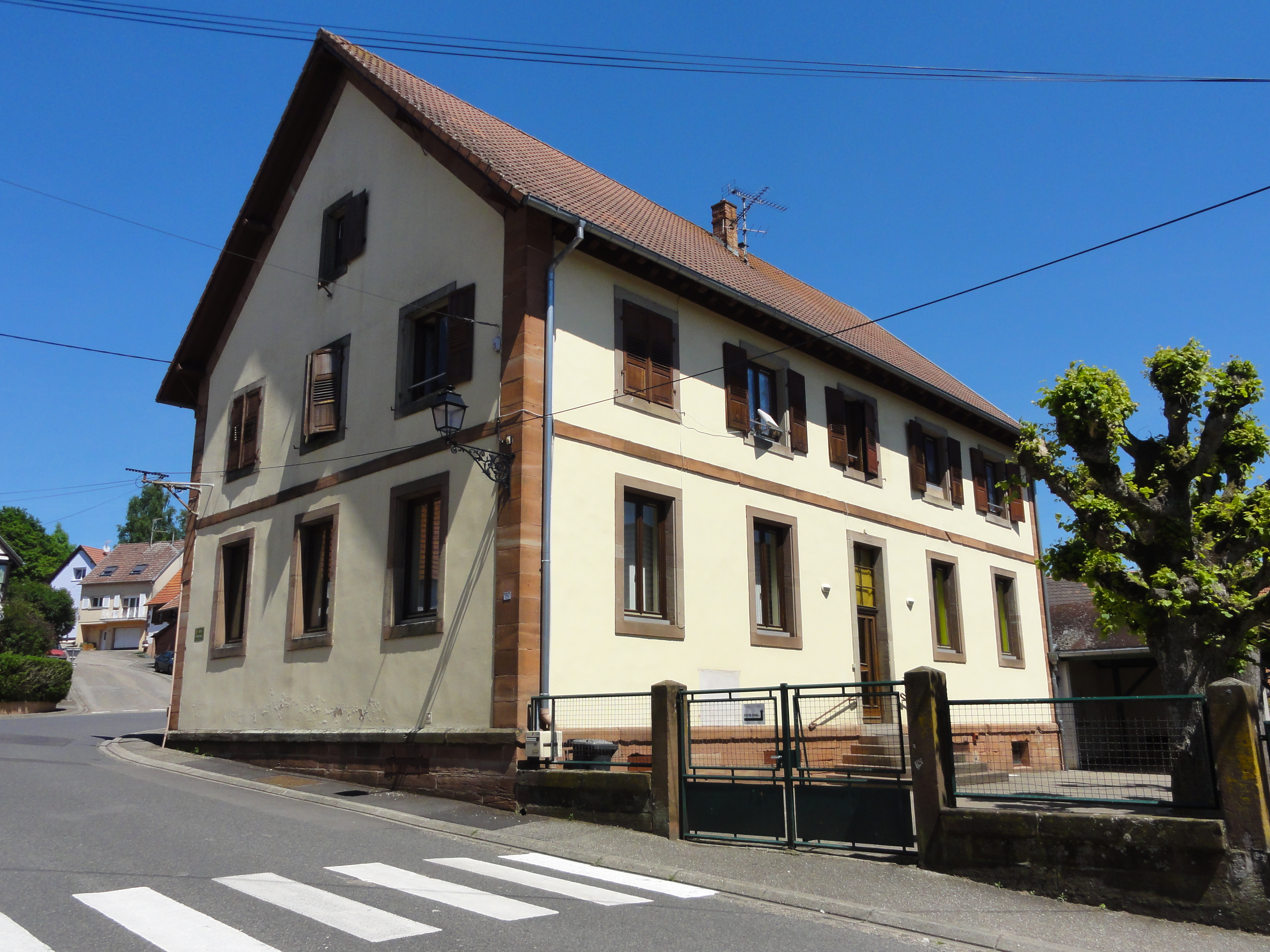
École (1865) 121, rue Principale.

L'évolution du nombre d'habitants est connue à travers les recensements de la population effectués dans la commune depuis 1793. Pour les communes de moins de 10 000 habitants, une enquête de recensement portant sur toute la population est réalisée tous les cinq ans, les populations de référence des années intermédiaires étant quant à elles estimées par interpolation ou extrapolation. Pour la commune, le premier recensement exhaustif entrant dans le cadre du nouveau dispositif a été réalisé en 2005.

En 2022, la commune comptait 466 habitants, en évolution de +7,37 % par rapport à 2016 (Bas-Rhin : +3,17 %, France hors Mayotte : +2,11 %).
| 1793 | 1800 | 1806 | 1821 | 1831 | 1836 | 1841 | 1846 | 1851 |
| ---- | ---- | ---- | ---- | ---- | ---- | ---- | ---- | ---- |
| 731  | 728  | 805  | 873  | 852  | 826  | 777  | 820  | 822  |

| 1856 | 1861 | 1866 | 1871 | 1875 | 1880 | 1885 | 1890 | 1895 |
| ---- | ---- | ---- | ---- | ---- | ---- | ---- | ---- | ---- |
| 767  | 736  | 738  | 745  | 717  | 719  | 664  | 627  | 613  |

| 1900 | 1905 | 1910 | 1921 | 1926 | 1931 | 1936 | 1946 | 1954 |
| ---- | ---- | ---- | ---- | ---- | ---- | ---- | ---- | ---- |
| 620  | 618  | 621  | 566  | 537  | 498  | 485  | 504  | 465  |

| 1962 | 1968 | 1975 | 1982 | 1990 | 1999 | 2005 | 2006 | 2010 |
| ---- | ---- | ---- | ---- | ---- | ---- | ---- | ---- | ---- |
| 504  | 486  | 451  | 457  | 473  | 468  | 458  | 454  | 421  |

| 2015 | 2020 | 2022 | - | - | - | - | - | - |
| ---- | ---- | ---- | - | - | - | - | - | - |
| 434  | 459  | 466  | - | - | - | - | - | - |

### Enseignement
Établissements d'enseignements :
- Écoles maternelles et primaires à Weinbourg, Ingwiller, Weiterswiller, Niedersoultzbach, Menchhoffen,  Uttwiller.
- Collèges à Ingwiller, Bouxwiller, Wingen-sur-Moder, Dettwiller, Val-de-Moder.
- Lycées à Bouxwiller, Saverne, Phalsbourg.

### Santé
Professionnels et établissements de santé :
- Médecins à Ingwiller, Wimmenau, Wingen-sur-Moder, Dossenheim-sur-Zinsel, Offwiller, La Petite-Pierre.
- Pharmacies à Ingwiller, Neuwiller-lès-Saverne, Wingen-sur-Moder, La Petite-Pierre.
- Hôpitaux à Ingwiller, Saverne, Niederbronn-les-Bains, Phalsbourg.

### Cultes
- Culte protestant[47].
- Culte catholique, Paroisse des Cinq clochers[48], Diocèse de Strasbourg.

## Lieux et monuments

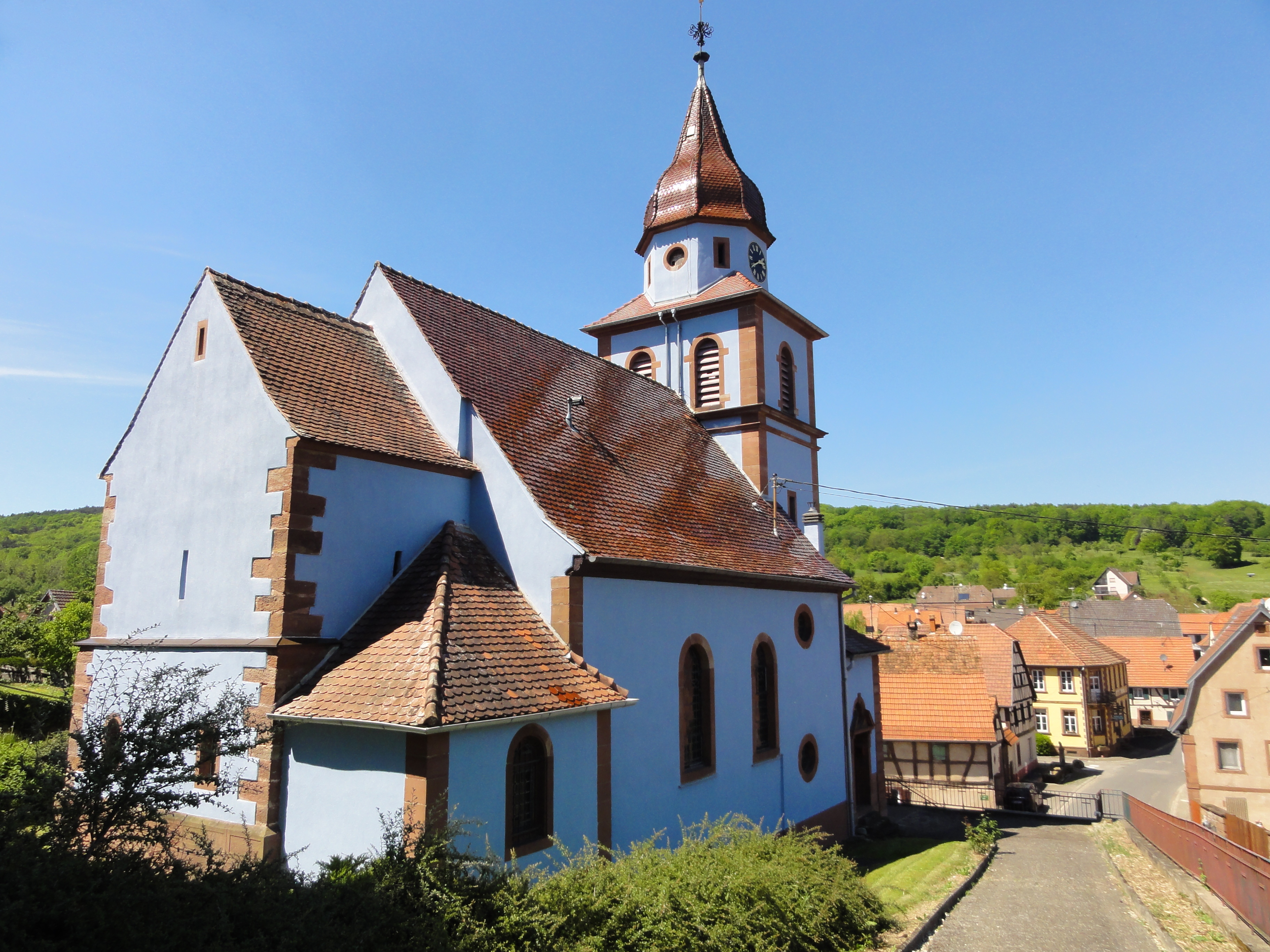
Église protestante (XVIIIe et XXe siècles).
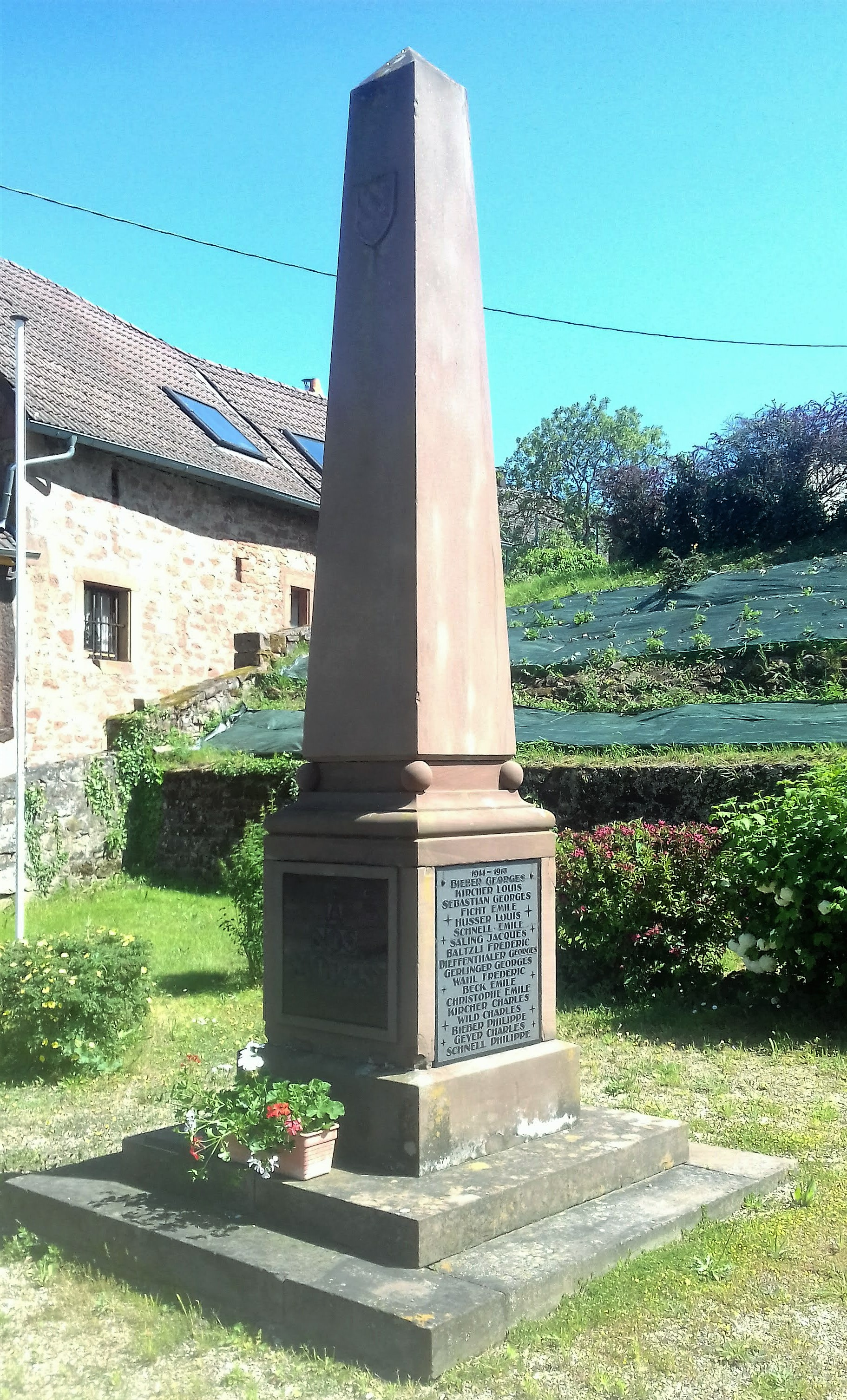
Monument aux morts 14-18 et 39-45.
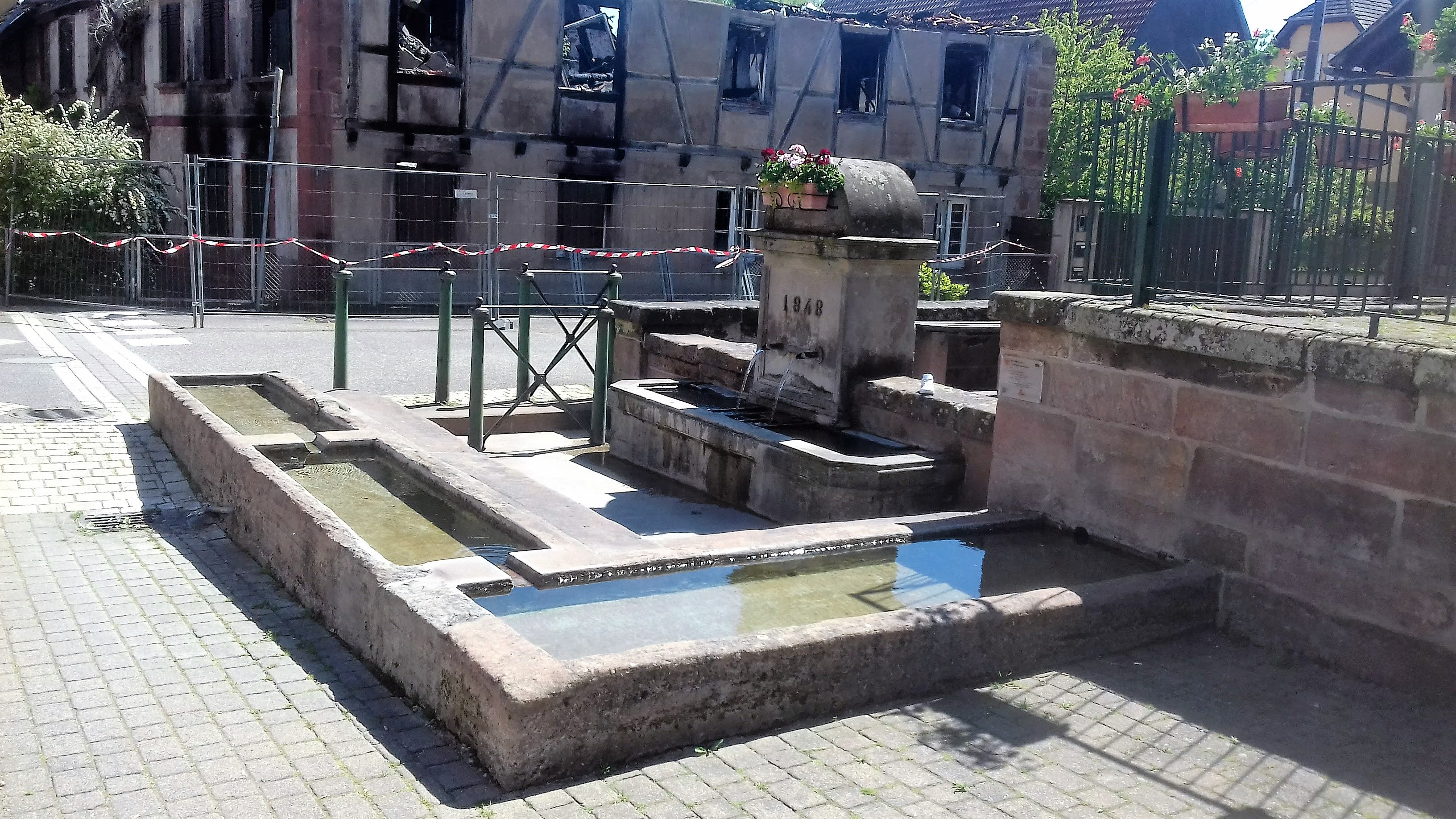
Fontaine rue principale.
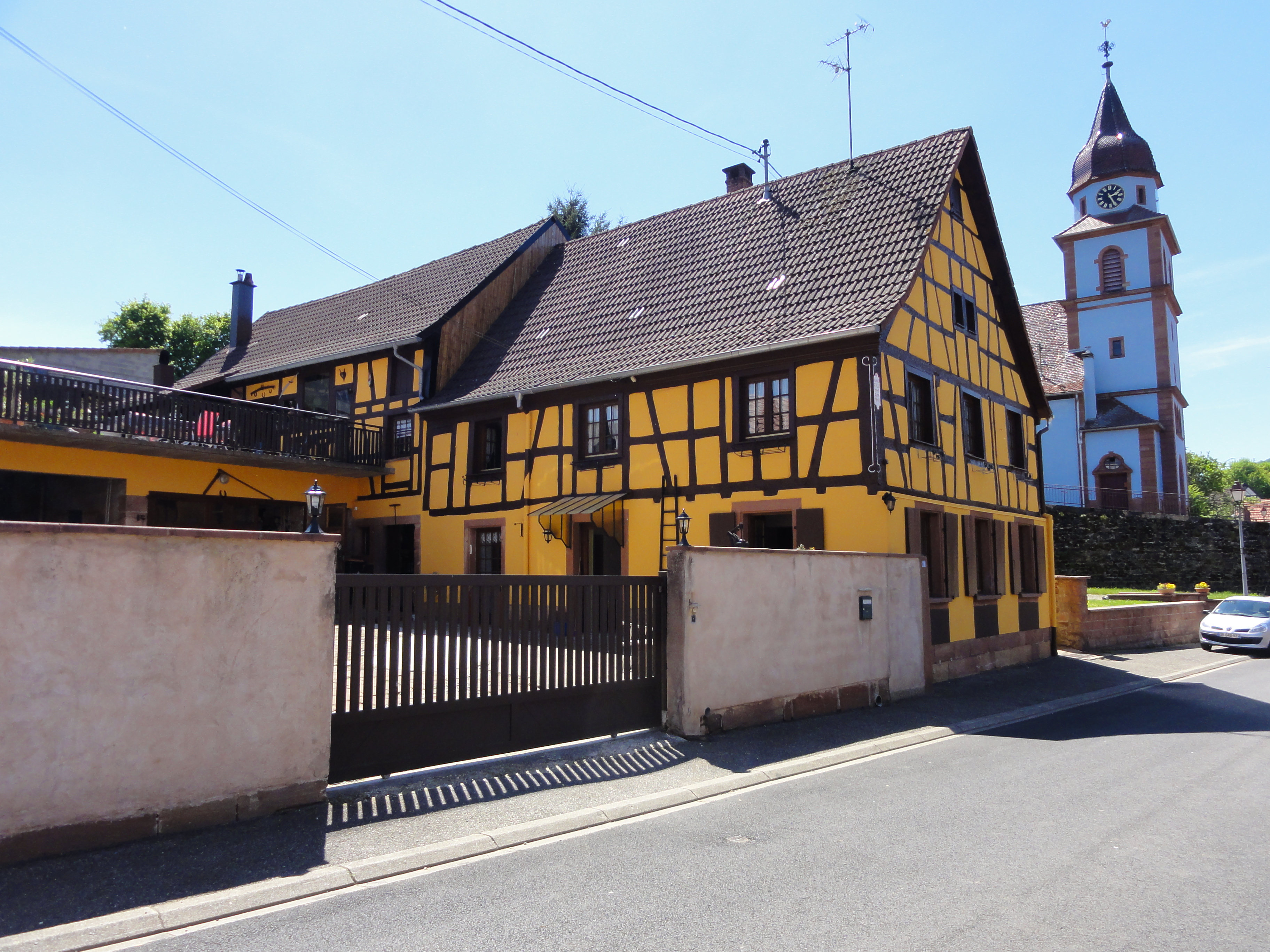
Ferme (1765).

* Église. Weinbourg est l'une des quelque 50 localités d'Alsace dotées d'une église simultanée.
Patrimoine mobilier :
* Autel de saint Wendelin.
* Statue de saint Wendelin.
* Statue de saint moine.
* Aiguière de baptême.
* Cruche de sainte Cène.
* Bassin de baptême.
* Mobilier église paroissiale.
* Orgue Stihr-Mockers, 1857.
- Ancienne synagogue[58].
- Cimetière[59].

Mobilier du cimetière.
- Ferme photovoltaïque. Weinbourg accueille un parc photovoltaïque de 36 000 m2 pouvant fournir 4,5 MW d'électricité, de quoi alimenter la petite ville voisine d'Ingwiller. Ces panneaux solaires constituent le toit de cinq hangars destinés à la production de pellets[61].
- 3 lavoirs et fontaines[62],[63],[64] dont le « dorfbrunne » fontaine d’eau douce (ancien lavoir)[65] et le bärebrunne (couronné par un lion).
- Patrimoine architectural rural recensé par le service régional de l'Inventaire général du patrimoine culturel :

Fermes,,,,,,,,,,.
- Monument aux morts.

Conflits commémorés : Guerres 1914-1918 - 1939-1945.

## Personnalités liées à la commune
- Jean Thiébaut Haessig, pasteur. Historien[78].